# Kaja Brandenburger
Kaja Brandenburger (* 20. Jahrhundert) ist eine deutsche Theaterpädagogin.

## Leben
Brandenburger besuchte bis 1998 die IGS Franzsches Feld in Braunschweig. Sie studierte Kulturwissenschaften an der Universität Hildesheim. Das Studium schloss sie 2006 mit Diplom ab. Das Thema ihrer Diplomarbeit lautet Die Hauptfigur Paul der Oper „Die tote Stadt“ von Erich Wolfgang Korngold im Kontext von Zeitgeschichte und Rezeption. Des Weiteren war sie 2006 Stipendiatin des „Richard-Wagner-Verbandes“ und ist als Regieassistentin am Opernhaus Magdeburg tätig.
Schwerpunkt ihres Wirkens ist die künstlerische Arbeit mit Kindern, Jugendlichen und Studenten, zudem arbeitet sie mit namhaften Regisseuren zusammen. Im Jahr 2008 initiierte und leitete sie das Medienseminar „Musiktheater im Visier“ am Lehrstuhl für Allgemeine Pädagogik der Otto-von-Guericke-Universität Magdeburg, gab Workshops für Kinder im Opernhaus und inszenierte 2009 das Kindermusical Emil und die Detektive nach der Vorlage (von 2001) von Wolfgang Adenberg mit Musik von Marc Schubring. Im selben Jahr absolvierte sie an der Staatsoper Unter den Linden in Berlin eine Spielleiterausbildung am „Institut für Szenische Interpretation von Musik + Theater“ (ISIM).
Sie ist als künstlerische Leiterin des Kindertheaterprojektes der RTL-Kinderhäuser im Rahmen von United Kids Foundations, dem Kindernetzwerk der Volksbank BRAWO, tätig.
Brandenburger engagiert sich zudem aktiv im Bereich der Gewaltprävention, so beispielsweise im Jahr 2011 in einem Theaterprojekt in Zusammenarbeit mit den fünf RTL-Kinderhäusern.

## Inszenierungen (Auswahl)
- 2006–2008: Die Weihnachtsgeschichte von Carl Orff im Gesellschaftshaus Magdeburg (Regie)[5] und als Regieassistentin: Rigoletto 2008[1]
- 29. März 2009: 14. Verleihung des Förderpreises für junge Künstler des Fördervereins Theater Magdeburg im Opernhaus Magdeburg (künstlerische Leitung)[6]
- Mai/Juni 2009: Emil und die Detektive frei nach Erich Kästner, am Theater für junge Zuschauer in Magdeburg (mit Marc Schubring)[7]
- Juli 2012: Komm mit ins Meer – Wir spielen Theater (United Kids Foundations Kindertheaterprojekt 2011/2012) in Gifhorn.[8]

Brandenburger führte die Regie in mehreren gemeinsam mit Felix Goltermann (musikalische Leitung) und der Musiktheatergruppe „jetzt oder nie“ der IGS Franzsches Feld in der Brunsviga in Braunschweig aufgeführten Musicals.
- Februar 2012: Shockheaded Peter, die Junkoper zum Struwwelpeter; nach Phelim McDermott, Julian Crouch und Martyn Jaques.[9]
- Februar 2013: Scuderi frei nach der Novelle von E. T. A. Hoffmann, Das Fräulein von Scuderi.[10]
- Februar 2014: Zum Sterben schön – ein Musical für die Ewigkeit von Marc Schubring und Wolfgang Adenberg.[11]
- Februar 2015: Alice im Wunderland (Basierend auf Lewis Carrolls Erzählung Alice im Wunderland) – Inszeniert nach einer Bühnenversion von Henry Mason und Thomas Zaufke aus dem Jahr 2012.[12]
- Februar 2016: Tom Sawyer und Huckleberry Finn (Nach den Erzählungen Mark Twains über Huckleberry Finn) – Drehbuch und Texte: John von Düffel nach Entwürfen von Kurt Weill und Maxwell Anderson aus dem Jahr 1950.[13]
- Februar 2017: Lucky Duck Deutschlandpremiere des Musicals des amerikanischen Songschreibers Bill Russell und des Dramatikers Jeffrey Hatcher aus dem Jahr 2004, das auf der Geschichte des Märchen Das hässliche Entlein von Hans Christian Andersen aufbaut.[14]
- Februar 2018: Spring Awakening, Musical nach dem 1891 erschienenes Drama Frühlings Erwachen von Frank Wedekind.[15]
- Februar 2019: Es liegt in der Luft nach der gleichnamigen Musikrevue aus dem Jahr 1928 mit Texten von Marcellus Schiffer und Musik von Mischa Spoliansky.[16]
- Februar 2020: Mehr – Das Musical nach Vom Fischer und seiner Frau, nach dem Märchen niederdeutsch Von dem Fischer un syner Fru von Philipp Otto Runge. Musik von Marc Schubring, Buch und Libretto von Kevin Schroeder.[17]

## Publikationen
- Die Hauptfigur Paul der Oper „Die tote Stadt“ von Erich Wolfgang Korngold im Kontext von Zeitgeschichte und Rezeption (= Diplomarbeit Universität Hildesheim) Hildesheim 2006, OCLC 254317082.